# 1930 год в литературе

## События
- 1 октября — основано книжное издательство «Художественная литература».

## Премии
- Гонкуровская премия — Анри Фоконье, «Малайзия».
- Нобелевская премия по литературе впервые присуждается американскому писателю — Синклеру Льюису — «за мощное и выразительное искусство повествования и за редкое умение с сатирой и юмором создавать новые типы и характеры». После вручения премии Льюис выступает с резкой разоблачительной речью, названной «Страх американцев перед литературой».

## Книги
- «Жизнь муравьёв» — книга Мориса Метерлинка.
- «Миф XX века» — книга Альфреда Розенберга.
- «Окно в будущее» — книга Яна Ларри.
- «Посолонь. Волшебная Россия» — произведение Алексея Ремизова.
- «Таинственный мистер Кин» (The Mysterious Mr. Quin) — сборник из 12 рассказов Агаты Кристи.
- «Четвёртая проза» — произведение Осипа Мандельштама.

### Романы
- «Жизнь Арсеньева» — роман Ивана Бунина.
- «Защита Лужина» — роман Владимира Набокова.
- «Нарцисс и Гольмунд» — роман Германа Гессе.
- «Подводные земледельцы» — фантастический роман советского писателя-фантаста Александра Беляева.
- «Последние и первые люди» — научно-фантастический роман британского писателя Уильяма Олафа Стэплдона.
- «Прокажённые» — роман Георгия Шилина.
- «Убийство в доме викария» — детективный роман Агаты Кристи.

### Повести
- «Восковая персона» — повесть Юрия Тынянова.
- «Джек Восьмёрин американец» — повесть Николая Смирнова.
- «Котлован» — повесть Андрея Платонова.
- «Странники» — повесть Вячеслава Шишкова.
- «Школа» — повесть Аркадия Гайдара.

### Малая проза
- «Хойти-Тойти» — фантастический рассказ советского писателя-фантаста Александра Беляева.
- «Чёрные лебеди» — рассказ Гайто Газданова.
- «Шепчущий во тьме» — рассказ американского писателя ужасов и фантастики Говарда Лавкрафта.

### Поэмы
- «Баллада об Аотру и Итрун» — поэма Джона Рональда Руэла Толкина (опубликована в 1945).

### Пьесы
- «Винтовка № 492116» — пьеса Александра Крона.
- «Класс» — первая пьеса Алексея Арбузова.
- «Матросы из Катарро» (Die Matrosen von Cattaro) — пьеса немецкого драматурга Фридриха Вольфа.
- «Тай Янг проснулся» (Tai Yang erwacht) — пьеса немецкого драматурга Фридриха Вольфа.

## Родились
- 15 января – Абд аль-Халим Абу Газала египетский военный писатель
- 16 января — Норман Подгорец, американский публицист, политолог и литературный критик.
- 23 января — Дерек Уолкотт (Derek Walcott), англоязычный поэт, лауреат Нобелевской премии по литературе 1992 года.
- 10 марта — Юстинас Марцинкявичюс (Justinas Marcinkevičius), литовский поэт.
- 1 мая — Алесь Петрашкевич, белорусский и советский драматург, прозаик, публицист, сценарист (умер в 2012).
- 18 мая — Фред Саберхаген, американский писатель-фантаст (умер в 2007).
- 9 июня — Лин Картер, американский писатель-фантаст, один из энтузиастов возрождения саги о Конане (умер в 1988).
- 5 июля — Вадим Валерианович Кожинов, советский и российский критик, литературовед, философ, публицист (умер в 2001).
- 8 июля — Леннарт Шёгрен, шведский поэт и художник.
- 27 июля — Валентин Романович Мындыкану, молдавский писатель (умер в 2012).
- 15 июля — Жак Деррида (Jacques Derrida), французский философ и теоретик литературы (умер в 2004).
- 21 августа — Ирена Врклян, хорватская писательница, драматург, эссеист, сценарист и переводчик (умерла в 2021).
- 8 сентября — Петре Сэлкудяну, румынский писатель, сценарист и политик (умер в 2005).
- 18 сентября – Владимир Готовац, хорватский поэт и прозаик.
- 10 октября — Гарольд Пинтер, английский драматург, режиссёр, актёр, лауреат Нобелевской премии по литературе 2005 года (умер в 2008).
- 27 октября — Михай Оприш, румынский писатель и сценарист (умер в 2021).
- Кантилал Л. Калани, индийский писатель и переводчик (умер. в 19980).

## Умерли
- 2 марта — Дэвид Герберт Лоуренс, английский писатель (родился в 1885).
- 14 апреля — Владимир Владимирович Маяковский, русский советский поэт (родился в 1893).
- 30 июня — Адиб Пишавари, персидский поэт (родился в 1844).
- 7 июля — Артур Конан Дойл (Arthur Ignatius Conan Doyle), английский писатель, создатель Шерлока Холмса (родился в 1859).
- 21 октября — Влодзимеж Пежиньский, польский писатель, драматург, поэт-модернист (род. в 1877).
- C. K. Scott-Moncrieff, шотландский писатель и переводчик (родился в 1889).